# Mikołaj Lubstowski
Mikołaj Lubstowski herbu Leszczyc – starosta kruszwicki w latach 1655–1685, rotmistrz powiatu bydgoskiego w 1669 roku.
Był elektorem Michała Korybuta Wiśniowieckiego w 1669 roku z województwa brzeskokujawskiego. Członek konfederacji województw kujawskich w 1670 roku.